# Tour Belview
La tour Belview est un gratte-ciel de la ville de Bruxelles, en Belgique à vocation résidentielle, construit entre 2012 et 2014.
Il se situe dans le quartier européen, sur la place Jean Rey, au croisement avec la chaussée d'Etterbeek.